# Lydia Kavraki
Lydia E. Kavraki (grec moderne : Λύδια Καβράκη) est un informaticienne gréco - américaine, professeure d'informatique Noah Harding, professeure de bio-ingénierie, de génie électrique et informatique et de génie mécanique à l'Université Rice. Elle est également directrice du Ken Kennedy Institute de l'Université Rice. Elle est connue pour ses travaux sur la robotique / l'intelligence artificielle et la bio-informatique / la biologie computationnelle et en particulier pour la méthode de feuille de route probabiliste (en) pour la planification des mouvements des robots et l'analyse de la configuration biomoléculaire.

## Biographie
Kavraki est née en 1967 à Héraklion  et fait ses études de premier cycle à l'Université de Crète. Elle déménage ensuite à l'Université Stanford pour ses études supérieures, obtenant un doctorat en 1995 sous la direction de Jean-Claude Latombe (en),.

## Récompenses et honneurs
En 2000, Kavraki reçoit le Prix Grace-Murray-Hopper pour son travail sur les feuilles de route probabilistes,. En 2002, le magazine Popular Science l'inscrit dans ses prix « Brilliant 10 » et la même année , le MIT Technology Review l'inscrit dans sa liste annuelle de 35 innovateurs de moins de 35 ans.
En 2010, elle est élue membre de l'Association for Computing Machinery « pour ses contributions à la planification des mouvements robotiques et à son application à la biologie computationnelle »,. Elle est également membre de l'Association pour l'avancement de l'intelligence artificielle,, membre de l'Institute of Electrical and Electronics Engineers (IEEE), membre de l'AIMBE  et membre de l'Association américaine pour l'avancement des sciences. En 2015, elle est lauréate du prix ABIE pour le leadership technique de l'Institut Anita-Borg. En 2017, Kavraki reçoit le prix ACM Athena Lecturer de l'Association for Computing Machinery, qui récompense les chercheuses qui ont apporté des contributions fondamentales au domaine de l'informatique. En 2020, elle reçoit le prix ACM IEEE Allen Newell.
Kavraki est membre de l'Académie nationale de médecine (anciennement Institut de médecine (IoM)), de l'Académie d'Athènes, de l'Académie de médecine, d'ingénierie et des sciences du Texas (en) (TAMEST), de l'Academia Europaea, et l'Académie américaine des arts et des sciences.

## Publications (sélection)
- avec J. C. Latombe: « Randomized preprocessing of configuration for fast path planning », Proceedings of the 1994 IEEE International Conference on Robotics and Automation, 1994, p. 2138–2145.
- avec P. Svestka, J.C. Latombe, M. H. Overmars: « Probabilistic roadmaps for path planning in high-dimensional configuration spaces », IEEE Transactions on Robotics and Automation, vol 12, 1996, p. 566–580.
- avec M. N. Kolontzakis, J. C. Latombe: « Analysis of probabilistic roadmaps for path planning », IEEE Transactions on Robotics and Automation, vol 14, 1998, p. 166–171.
- avec R. Bohlin: « Path planning using lazy PRM », Proceedings 2000 ICRA. Millennium Conference, 2000.
- avec A. Haeberlen, E. Flannery, A. M. Ladd, A. Rudys, D. S. Wallach: « Practical robust localization over large-scale 802.11 wireless networks », Proceedings of the 10th annual international conference on Mobile computing and networking, 2004, p. 70–84.
- avec A. M. Ladd, K. E. Bekirs, A. Rudys, D. S. Wallach: « Robotics-based location sensing using wireless ethernet », Wireless Networks, vol 11, 2005, p. 189–204.
- avec I. A. Sucan, M. Moll: « The open motion planning library », IEEE Robotics & Automation Magazine, vol 19, 2012, p. 72–82.
- avec Howie Choset, Kevin M. Lynch, Seth Hutchinson, George Kantor, Wolfram Burgard, Sebastian Thrun: « Principles of Robot Motion », MIT Press 2015.
- avec Steven M. LaValle: Motion planning, in: Bruno Siciliano, Oussama Khatib (éd.), « Springer Handbook of Robotics », Springer 2016, p. 109–131.